# Kaitlyn Ashley
Kaitlyn Ashley (n. 29 iunie 1971, Fort Lauderdale, Florida, SUA) este o actriță porno din Statele Unite.

## Date biografice
Kaitlyn împreună cu fostul ei soț Jay Ashley, au debutat în filmul erotic Beach Bum Amateurs 32. Filmul a fost turnat în luna aprilie, anul 1993, la 9 luni după ce Jay Ashely s-a reîntors din Somalia unde a fost soldat în marina militară americană. Kaitlyn a jucat între anii 1993 - 1997 diferite roluri în filme porno ca: Bad Girls 3: Cellblock 69; Club Kiss; Shame; Dear Diary; sau Clockwork Orgy (1995)
regizate de  Paul Thomas sau  Alex Sanders. Ea a fost de mai multe ori premiată. În anul 1997 divorțează de Jay Ashely, motivul ar fi fost lipsa de copii și o relație extraconjugală. În anul 1997 se retrage în Tennessee și se dedică creșterii copilului.

## Premii
- 1996 AVN Award Female Performer of the Year
- 1994 AVN Award: Best Supporting Actress in Shame